# Aeroporto Marítimo de Cabo Ruivo

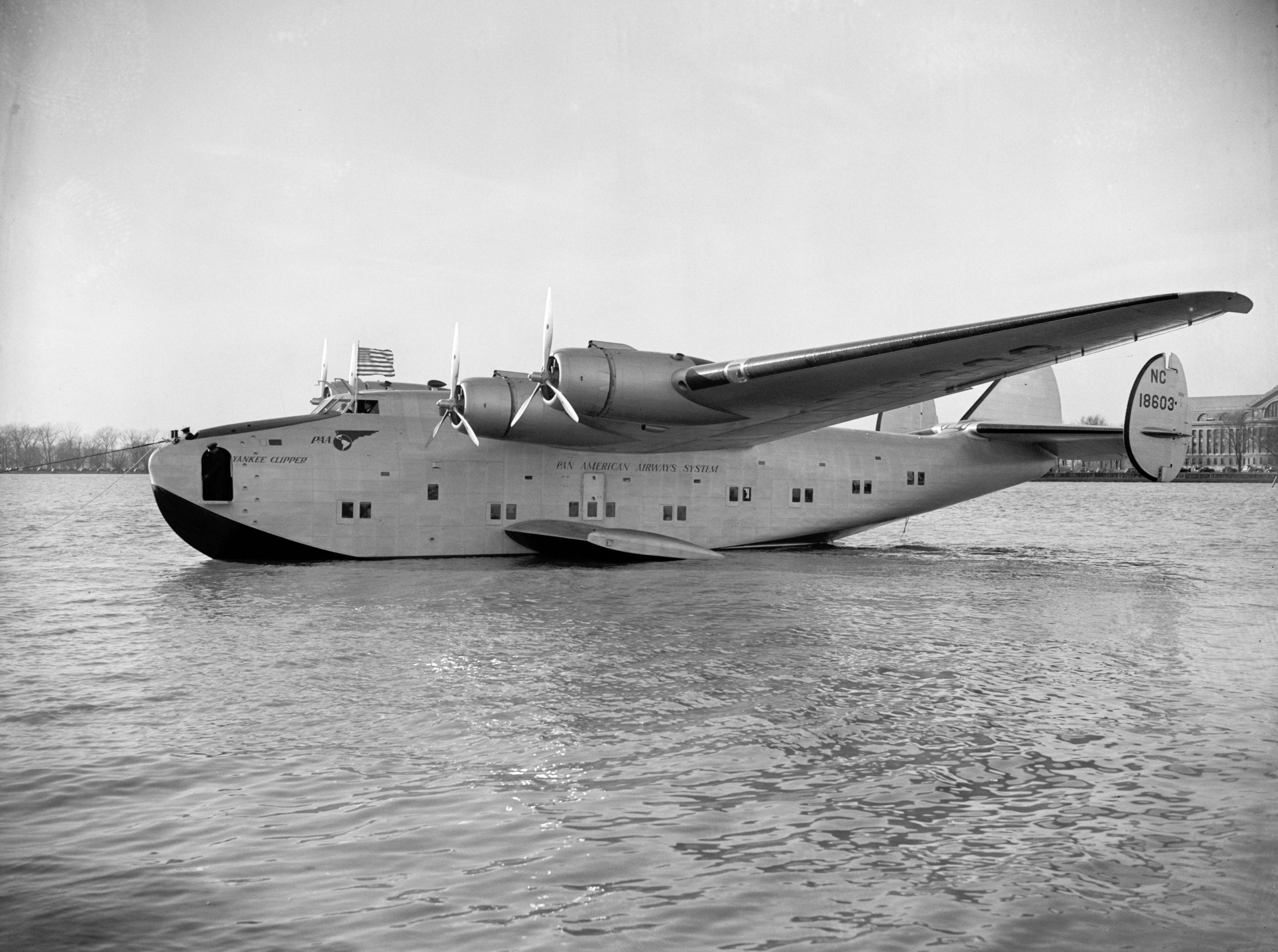
Hidroavião Yankee Clipper da Pan American World Airways

O Aeroporto Marítimo de Cabo Ruivo, também conhecido como Aeroporto Marítimo de Lisboa ou Aeroporto de Cabo Ruivo, foi um aeroporto internacional para hidroaviões, localizado na cidade de Lisboa, capital de Portugal. Foi baptizado com o nome do bairro onde se situava, a zona de Cabo Ruivo. O aeroporto foi, especialmente durante a Segunda Guerra Mundial, uma das principais portas de entrada e de rota de fuga para as linhas aéreas intercontinentais.

## História
Na década de 1930, o Governo português decidiu substituir o Campo Internacional de Aterragem, em Alverca, com dois novos aeroportos mais próximos de centro da cidade de Lisboa: o Aeroporto Terrestre da Portela e o Aeroporto Marítimo de Cabo Ruivo, no rio Tejo, que segurou voos transatlânticos operados com hidroaviões.
Inicialmente, a companhia aérea Pan Am (Pan American World Airways), companhia aérea intercontinental dos EUA, estabeleceu provisoriamente a sua base marítima em Cabo Ruivo, em 1938, na borda sudeste do atual Parque das Nações. O primeiro voo comercial de passageiros teve partida em Port Washington, Nova Iorque, e amarou a 29 de junho de 1939, na pista do Aeroporto Marítimo. Este voo transatlântico entre Nova Iorque e Lisboa foi operado por um Boeing 314 "Dixie Clipper" da Pan Am e contou com 22 passageiros e 11 tripulantes a bordo. Em 1939 começam também os voo de Correio Aéreo.
Em 1942 o Aeroporto Terrestre da Portela é concluído e o Governo português decide remodelar a base marítima criada pela Pan Am, fazendo da mesma um verdadeiro aeroporto. Nasce assim a Doca dos Olivais, com todas as estruturas necessárias para o empreendimento, dragagem, construção dos molhes e entrada da doca, 6 cais acostáveis e de serviço e ainda dois planos inclinados para retirar os hidroaviões da doca. A margem do Tejo entre a Matinha e Beirolas é regularizada. Para ligar os dois aeroportos foi construída uma grande avenida, chamada Avenida Entre Aeroportos, hoje Avenida de Berlim. Os passageiros que faziam escala entre os aeroportos seguiam de carro, pela dita avenida. A já referida Pan Am, foi uma das grandes promotoras da construção do aeroporto e utilizou-o como eixo e ponto central para o seu voos transatlânticos até 1945.[carece de fontes?] Durante a II Guerra Mundial, estes veleiros transatlânticos providenciaram uma rota de fuga para os refugiados da Europa Continental, aproveitando-se da postura neutra de Portugal na guerra.
Com o grande aumento da importância dos voos de tráfego aéreo terrestre, a era dos hidroaviões terminou e os voos em Cabo Ruivo foram descontinuados no final da década de 1950. A doca foi repensada e reorganizada no contexto da Expo '98 e situa-se no centro do Parque das Nações, onde está localizado o Oceanário de Lisboa mas sem qualquer menção deste empreendimento. As rampas norte e sul da Doca dos Olivais, bem como os cais de acostagem são o que resta desta obra.

## Acidentes e incidentes
Em 22 de fevereiro de 1943, o hidroavião Yankee Clipper da Pan American World Airways foi destruído num acidente durante o pouso no rio Tejo. 24 dos 39 ocupantes foram mortos. A Actriz Jane Froman ficou gravemente ferida e com sequelas para o resto da sua vida. Em 1958, um Martin PBM-5 Mariner caiu enquanto se destinava à Madeira, cerca de uma hora depois de ter descolado de Cabo Ruivo.